# Víctor Ángeles Villavicencio
Víctor Ángeles Villavicencio (Lima-1970) es un actor peruano.

## Biografía
Nació en Lima (Perú) el 24 de octubre de 1970. Sus inicios como actor los hace desde la edad de catorce años al mismo tiempo que termina los últimos años de estudios secundarios. Posteriormente iniciaría estudios superiores de Arte Dramático en dos de las instituciones privadas de las artes escénicas más sólidas de Lima. Ganador de la "Estrella de plata" al mejor actor entre once países americanos en un festival Internacional de teatro. Su trabajo como actor de carácter le ha valido buenos comentarios de la crítica especializada entre los actores de su generación.
Se convirtió en el antagónico de las telenovelas y series peruanas de la década de los noventa y comienzos de la década del dos mil. En el teatro interpreta a todo tipo de personajes desde la comedia clásica de Molière hasta las tragedias de Shakespeare, del absurdo Ionesco hasta el nostálgico Tennessee Williams; de igual forma en el medio televisivo acepta ser el bufón del programa Concurso "El Baul de la Felicidad" y al mismo tiempo forma parte de los melodramas en formato miniseries que tuvieron éxito como: "La Perricholi", "Tatan", "Regresa". También trabaja en telenovelas como "Los de arriba y los de abajo, "Los unos y los otros"; en esta última obtiene las mejores críticas actorales en los medios de comunicación. Sigue su carrera aceptando personajes extravagantes como el demonio Lilit en la serie histórica "Hombres de Bronce" en la vida del recordado escritor Ricardo Palma. Luego acepta coprotagonizar la serie cómica "El Sapo" interpretando a un retorcido hombre de la prensa amarilla.
Sobresaliente interpretación tuvo como el malvado Mitrón en la telenovela "Leonela, muriendo de amor" seguido en paralelo caracterizando al Doctor Kilovatio en el programa infantil "Tornasol" lo que le dio la versatilidad y de estar en dos cadenas de televisión simultáneamente y con personajes totalmente opuestos y brillantes. Vuelve a la pantalla chica en la telenovela "Gente como uno", interpretando a un timador de programas talk show pasando por las estafas en las sectas religiosas. La serie "Sarita Colonia" lo reafirma como "El Mal" en el pasado y el presente en este melodrama que nos muestra los dos tiempos en acción. "Pantaleón y las Visitadoras" y "Mi Crimen al Desnudo" dos cintas cinematográficas que requieren su trabajo, esta última como tragicómico protagonista, encarnando a Mario Poggi un psicólogo que asesinó a un supuesto descuartizador en la capital peruana; basada en hechos reales la cinta fue duramente criticada, pero admirablemente alagadora con su interpretación del vulnerable psicólogo.
"Los Milagros de Victor" fue el telefilm con el que ingresa a la televisión ecuatoriana como un desnaturalizado padre de un niño que sufre un accidente, "Perjudicados del Progreso" es la segunda historia que protagoniza en Ecuador sobre la crisis económica más grande que sufrió este país en los últimos años, personificando a un sufrido hombre-víctima del engaño. Y en "Plagiado por Error" vuelve a ser el victimario actuando como un despiadado secuestrador. "Una Mente Aberrante" es el cuarto telefilm para el programa "De la Vida Real" que estelariza como un psicópata obsesionado por su ex-novia con mucho éxito. Regresa a Lima para filmar "The Travel" y actuar en un musical vanguardista en el teatro de estilo Music Hall. Se sabe que viajó en Holanda, Grecia, Italia, Francia, Portugal, Andorra, España y otros países de Europa donde reside actualmente.